# Glyptopetalum longipedicellatum
Glyptopetalum longipedicellatum là một loài thực vật có hoa trong họ Dây gối. Loài này được (Merr. & Chun) C.Y.Cheng mô tả khoa học đầu tiên năm 1999.